# Mitchell Arens
Mitchell Arens (Nijmegen, 23 november 1990) is een Nederlands beoefenaar van Taekwon-do (ITF). Hij werd wereldkampioen Taekwon-do in de klasse boven 85 kilo tijdens het Wereldkampioenschap in Benidorm (Spanje) op 25 oktober 2013. Arens, die geneeskunde studeert aan de Radboud Universiteit Nijmegen, is meervoudig Nederlands kampioen en werd in 2007 derde op het wk bij de junioren. Dat jaar werd hij ook uitgeroepen tot jeugdsporter van het jaar van de gemeente Nijmegen. Hij traint bij TC Nijmegen. 